# Puig Rourell
El Puig Rourell és una muntanya de 830 metres que es troba al municipi de la Quar, a la comarca catalana del Berguedà.